# سورن هيورث نيلسن
سورن هيورث نيلسن (بالدنماركية: Søren Hjorth Nielsen)‏ هو رسام دنماركي، ولد في 2 أغسطس 1901 في Svostrup Parish ‏ في الدنمارك، وتوفي في 7 يوليو 1983 في .